# Deelfontein

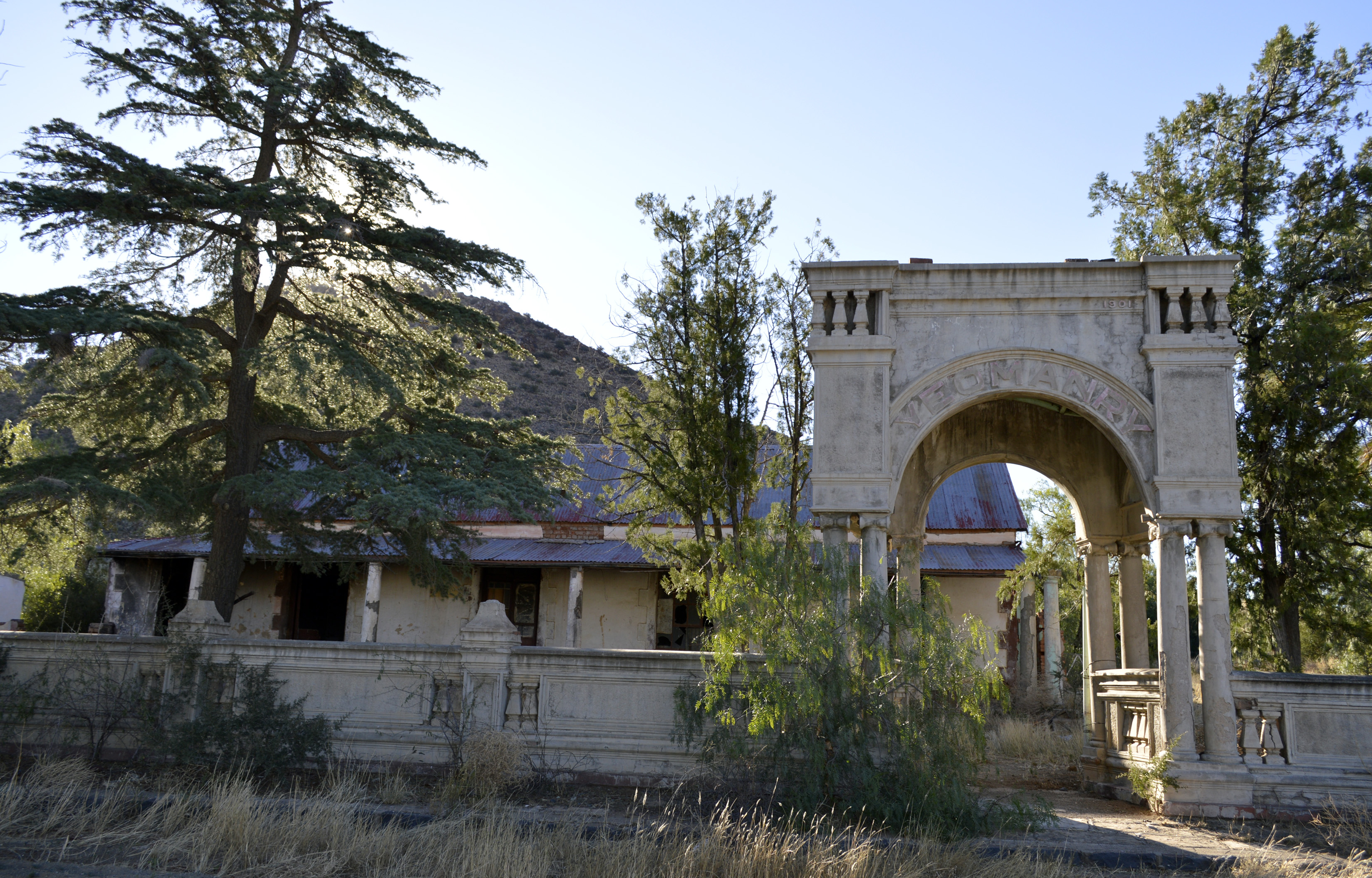
Die Yeomanry-hotel, een van de verlaten en vervallen gebouwen in Deelfontein.

Deelfontein is een dorpje gelegen in de gemeente Emthanjeni in regio Karoo in de Zuid-Afrikaanse provincie Noord-Kaap. Het dorp is thans nog slechts een spoorweghalte aan de spoorlijn Kaapstad-Johannesburg. De dichtstbijzijnde grote stadjes zijn De Aar en Richmond.

## Geschiedenis
In 1889 heeft Elias Adamstein, een immigrant uit Litouwen, aan de westkant van het perron van de spoorweghalte een hotel gebouwd. Adamstein had zijn fortuin gemaakt met de verkoop van struisvogelveren en zag zichzelf als een mededinger van Douglas Logan, die onder andere Matjiesfontein langs de spoorlijn bebouwd heeft. Tien jaar later, tijdens de Tweede Boerenoorlog, hebben de Britten hier een voorraadbasis, militair hospitaal en een herstelkamp gevestigd. De locatie was gekozen om zijn communicatiemogelijkheden, droge klimaat en de nabijheid van De Aar, dat toen het centrum was van de vijandigheden. Adamstein heeft toen zijn hotel "Yeomanry" genoemd. Van het militaire ziekenhuis rest nog maar erg weinig behalve een militaire begraafplaats met ongeveer 130 graven.